# Ys VIII: Lacrimosa of Dana
Ys VIII: Lacrimosa of Dana (イース VIII) est un jeu vidéo de type action-RPG développé et édité par Nihon Falcom, sorti en 2016 sur PlayStation Vita, en 2017 sur PlayStation 4, en 2018 sur Microsoft Windows et Nintendo Switch, en 2021 sur Stadia et en 2022 sur Playstation 5. Il est distribué en Français et en Anglais par NIS America.

## Accueil

### Ventes
En octobre 2018, Ys VIII Lacrimosa of Dana s'était écoulé à 500 000 exemplaires. Un nombre de copies vendues qui s'est ensuite élevé à près de 600 000, lors du bilan fiscal de Nihon Falcom fin juin 2019. 
En avril 2025, Falcom révèle que le jeu a dépassé les 700 000 exemplaires vendus.

### Récompenses
- Meilleur système de combat aux GameInformer awards 2017 des RPG de l'année écoulée[9].